# Ellen Barkin
Ellen Rona Barkin (født 16. april 1954) er en amerikansk skuespiller og producer. Hendes gennembrudsrolle var i filmen Diner fra 1982, og i de følgende år havde hun hovedroller i film som Tender Mercies (1983), Eddie and the Cruisers (1983), The Adventures of Buckaroo Banzai Across the 8th Dimension (1984), The Big Easy (1986), Johnny Handsome og Sea of Love (begge 1989).
I 1991 modtog Barkin en Golden Globe -nominering for bedste skuespillerinde for sin hovedrolle i filmen Switch . Hendes efterfølgende filmkreditter inkluderer: Man Trouble, Into the West (begge 1992), This Boy's Life (1993), Bad Company, Wild Bill (begge 1995), The Fan (1996), Fear and Loathing in Las Vegas (1998), Drop Dead Gorgeous (1999), Crime and Punishment in Suburbia (2000), Palindromes (2004), Trust the Man (2005), Ocean's Thirteen (2007), Brooklyn's Finest (2009) og The Cobbler (2014).
I 1998 modtog Barkin en Primetime Emmy Award for sin præstation i tv-filmen Before Women Had Wings . I 2011 modtog hun Tony Award for bedste skuespillerinde i et teaterstykke for sin Broadway-teaterdebut i The Normal Heart . Fra 2016 til 2019 spillede hun hovedrollen som Janine "Smurf" Cody i TNT -dramaserien Animal Kingdom . Fra 2012 til 2013 spillede hun hovedrollen som Jane Forrest på NBC sitcom The New Normal .
Som producent inkluderer filmene Letters to Juliet, Shit Year (begge 2010) og Another Happy Day (2011).

## Tidligt liv
Barkin blev født i The Bronx, New York, datter af Evelyn (født Rozin), en hospitalsadministrator, der arbejdede på Jamaica Hospital, og Sol Barkin, en kemisk sælger.   Hendes familie var emigranter fra Sibirien og den russisk-polske grænse. 
Barkin boede i Flushing, New York, og gik på Parsons Junior High School. Hun modtog sit gymnasieeksamen på Manhattans High School of Performing Arts. Hun gik derefter på Hunter College og havde dobbelt hovedfag i historie og drama. På et tidspunkt ønskede Barkin at undervise i oldtidens historie. Hun fortsatte sin skuespilleruddannelse i New York Citys Actors Studio . Ifølge Time studerede hun skuespil i 10 år, før hun landede sin første audition. 

## Karriere
Hendes udbrudsrolle var i komedie-dramafilmen Diner (1982), skrevet og instrueret af Barry Levinson,  som hun modtog positive anmeldelser for. Barkin blev castet i dramafilmen Tender Mercies (1983) efter at have imponeret dens instruktør Bruce Beresford under en audition i New York City, på trods af hendes uerfarenhed og hans manglende kendskab til hendes arbejde. Robert Duvall, der spillede hovedrollen i Tender Mercies, sagde om Barkin: "Hun bringer en reel troværdighed til den del, plus hun var ung og attraktiv og havde en vis følelse af kant, en fare for hende, der var godt for den del. ."  Hun medvirkede også i rock & roll-dramafilmen Eddie and the Cruisers fra 1983.
Barkin optrådte senere i flere succesrige film, herunder thrillerne The Big Easy (1987), over for Dennis Quaid og Sea of Love (1989), over for Al Pacino . Barkin optrådte også i off-Broadway- skuespil, inklusive en rolle som en af værelseskammeraterne i Extremities, om et påtænkt voldtægtsoffer spillet af Susan Sarandon, der vender blikket mod sin angriber. Om hendes optræden i skuespillet Eden Court opsummerede The New York Times -kritikeren Frank Rich : "Hvis det virkelig var muligt at give livets kys til et lig, ville skuespillerinden Ellen Barkin være den, der gjorde det. I Eden Court, det døende skuespil, der har bragt hende til Promenade Theatre, er Miss Barkin pirrende levende fra sin hoppende blonde hestehale til de lange ben, der gynger vildt og ufrivilligt, hver gang en Elvis Presley -plade spiller på scenen." 
Barkin har også arbejdet i made-for-tv- film som Before Women Had Wings (1997), som hun vandt en Emmy for som fremragende hovedrolleindehaver i en miniserie eller film og The White River Kid (1999). Hun lagde stemme til starten af hver Theme Time Radio Hour med værten Bob Dylan på XM's Deep Tracks . I 2005 oprettede Barkin et filmproduktionsselskab sammen med sin bror, George, sammen med sin daværende mand og milliardærinvestor Ronald Perelman .
Barkin optrådte i sin Broadway-debut som Dr. Brookner i The Normal Heart, for hvilken hun vandt Tony Award i 2011 for bedste skuespillerinde i et teaterstykke .  Barkin har modtaget anerkendelse for sin præstation i Another Happy Day . IndieWire nævnte hendes tur som en af årets bedste kvindelige præstationer.  I 2015 spillede hun hovedrollen som Dani Kirschenbloom i Showtime -komedie-dramaserien Happyish .
Fra 2016 til 2019 spillede Barkin hovedrollen som Janine "Smurf" Cody, krimifamiliens matriark, i TNT-dramaserien Animal Kingdom .  Serien er baseret på den australske film fra 2010, hvor Smurf blev spillet af Jacki Weaver .  

## Personlige liv
Barkin er mor til to børn, Jack Daniel (født 1989) og Romy Marion (født 1992), fra sit første ægteskab med skuespilleren Gabriel Byrne .  De to gik fra hinanden i 1993 og blev skilt i 1999, men er stadig tætte.  Byrne deltog endda i Barkins bryllup i 2000 med multimilliardæren og forretningsmanden Ronald Perelman.  Ifølge magasinet New York endte det ægteskab med skilsmisse i 2006. 
I 1998 havde Barkin et forhold til skuespilleren Johnny Depp, som hun arbejdede med på Fear and Loathing in Las Vegas. Fra 2008 til 2011 datede Barkin filmskaberen Sam Levinson.  
I oktober 2006 blev "Magnificent Jewels from the Collection of Ellen Barkin" solgt for $20.369.200 hos Christie's, New York.  I 2007 sagsøgte Barkin Ronald Perelman for 3,4 millioner dollars i investeringsfonde, som han angiveligt lovede at investere i deres filmproduktionsselskab.  Han blev dømt til at betale hende 4,3 millioner dollars.
Barkin har en bror, George, som tidligere var chefredaktør for National Lampoon og High Times .